# François de Rosaz
François de Rosaz (Montmélian, 1799 - Londen, 21 september 1876) was een advocaat en zakenman uit het koninkrijk Sardinië.

## Biografie

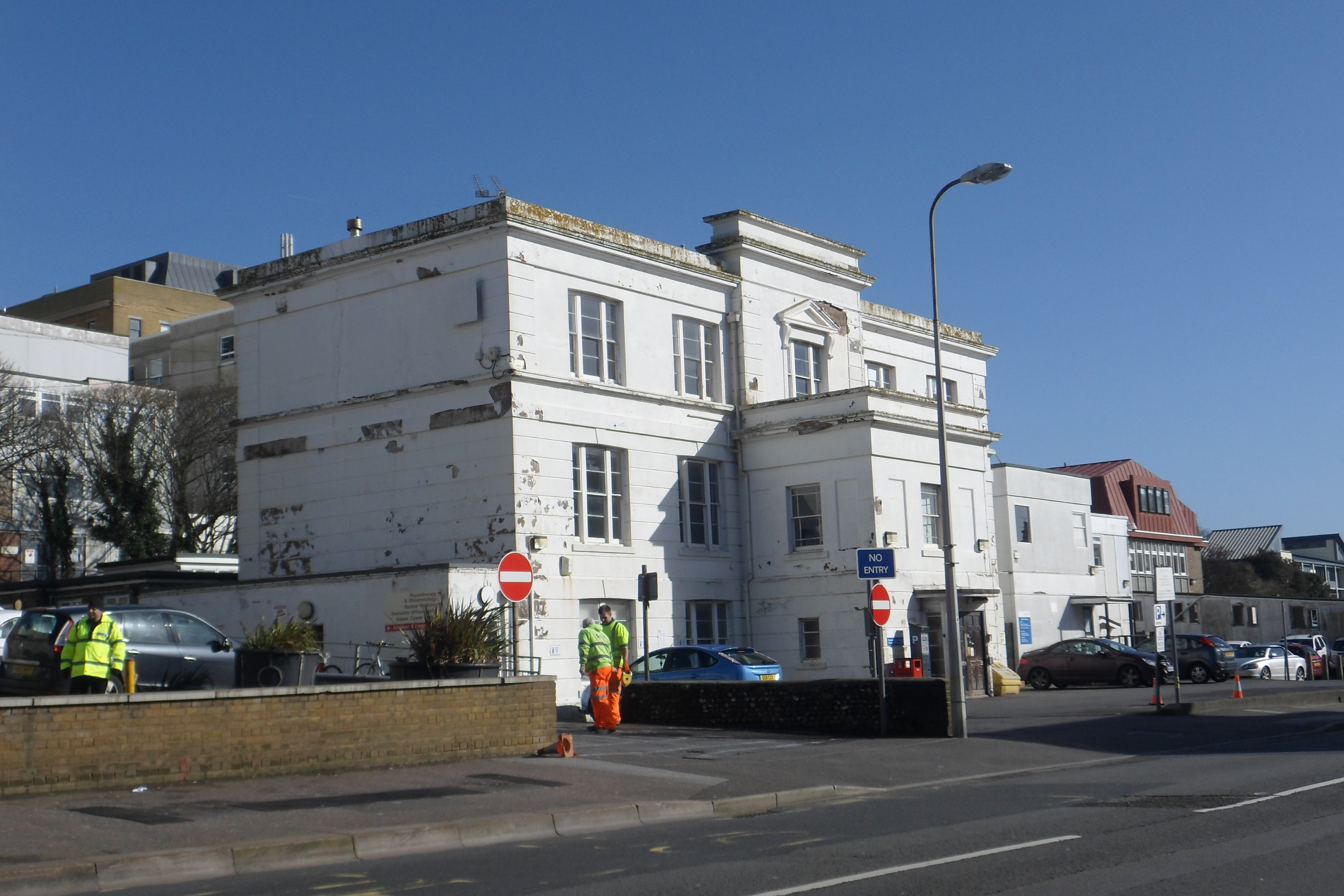
Voormalig gebouw (1853) van het meisjesweeshuis in Brighton, gefinancierd door François de Rosaz

Hij werd geboren  in Savoye als François Rosaz. Zijn vader kwam uit een welgestelde familie. Hij was tot priester gewijd en na de Franse Revolutie (Savoye werd ingelijfd bij Frankrijk) zwoer hij de eed op de Civiele Grondwet. Hij trad uit het priesterambt om te huwen met de moeder van Rosaz. Rosaz studeerde eerst geneeskunde maar koos vervolgens voor een studie rechten. In beide disciplines behaalde hij een doctorstitel. Hij vestigde zich in Parijs waar hij werkzaam was als advocaat. Hij maakte daarnaast fortuin in de immobiliënhandel. Na de Februarirevolutie van 1848 verliet hij als aanhanger van koning Lodewijk Filips Frankrijk en vestigde zich in Engeland. Hij kreeg ook de Britse nationaliteit. Hij had huizen in Londen en in Brighton.
Tijdens zijn verblijf in Engeland wijdde hij zich hoodzakelijk aan liefdadigheid en aan de wetenschappen. Hij schonk al zijn eigendommen in Savoye en Grenoble weg om scholen, een weeshuis en een verzorgingstehuis op te richten. Hij liet de oude kerk van Montmélian restaureren en maakte er de grafkapel van zijn familie van. Ook schonk hij veel geld aan goede doelen in Brighton. Rosaz bezat verschillende astronomische instrumenten en werd opgenomen als lid van de Royal Astronomical Society.